# 川浦龍生
川浦 龍生（かわうら りゅうせい、1994年3月30日 - ）は、日本のプロボクサー。三迫ボクシングジム所属。現WBOアジアパシフィックスーパーフライ級王座。かつては川島ボクシングジムに所属していた。

## 来歴
2016年3月31日、中央大学商学部卒業。中央大学ボクシング部元主将。
2021年12月5日、エディオンアリーナ大阪第2競技場で、日本スーパーフライ級1位の久高寛之と日本同級挑戦者決定戦を行うも、1-2で判定負けを喫し日本王座挑戦権を獲得できなかった。
2023年6月13日、後楽園ホールで日本スーパーフライ級2位の高山涼深と日本同級王座決定戦を行うも、4回1分5秒TKO負けを喫し王座獲得に失敗した。
2024年8月13日、後楽園ホールでWBOアジアパシフィックスーパーフライ級王者の大橋哲朗とWBOアジアパシフィック同級タイトルマッチを行い、11回2分5秒TKO勝ちを収めプロ初の王座を獲得した。
2025年2月11日、後楽園ホールでWBOアジアパシフィックスーパーフライ級3位の田井宜広とWBOアジアパシフィック同級タイトルマッチを行い、2回に田井のパンチで右目上をカットするも6回に連打でスタンディングダウンを奪い、レフェリーストップで6回1分50秒TKO勝ちを収め初防衛に成功した。
2025年8月12日、後楽園ホールでWBOアジアパシフィックスーパーフライ級10位の白石聖とWBOアジアパシフィック同級タイトルマッチを行い、10回3-0（97-93、98-92×2）の判定勝ちを収め2度目の防衛に成功した。なお、対戦相手の白石は試合後に脱水症状で病院に搬送された。当初は12回戦で行われる予定だったが、同年8月2日に後楽園ホールにおいて行われた興行でメインイベントで行われたOPBF東洋太平洋スーパーフェザー級タイトルマッチで王者の波田大和と対戦した挑戦者の神足茂利が引き分け判定後に、日本ライト級挑戦者決定戦で齊藤陽二と対戦した浦川大将が8回TKO負けを喫した後に意識不明となり搬送先の病院で急性硬膜下血腫と診断され開頭手術を受け、神足が6日後の同年8月8日に、浦川が7日後の同年8月9日にそれぞれ死去したことを受けてラウンド数が10回戦に短縮された。

## 獲得タイトル
- WBOアジアパシフィックスーパーフライ級王座（防衛2）

## 戦績
- アマチュアボクシング - 52戦38勝(6RSC)14敗
- プロボクシング - 16戦14勝(9KO)2敗